# Megachile funebris
Megachile funebris är en biart som beskrevs av Radoszkowski 1874. Megachile funebris ingår i släktet tapetserarbin, och familjen buksamlarbin. Inga underarter finns listade i Catalogue of Life.